# Michaił Astangow

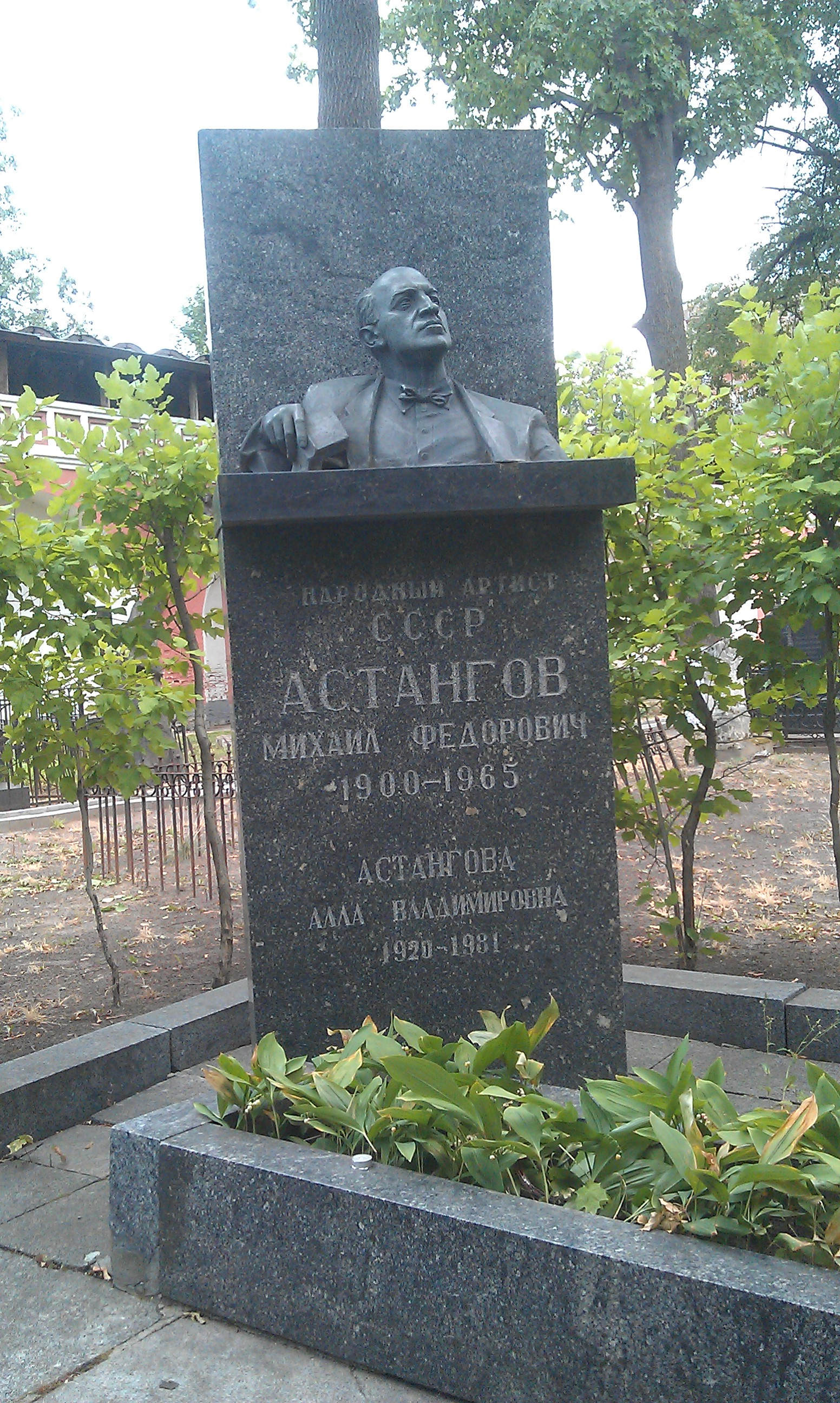
Grób Michaiła Astangowa na Cmentarzu Dońskim w Moskwie

Michaił Fiodorowicz Astangow (ros. Михаи́л Фёдорович Аста́нгов; ur. 21 października 1900 w Warszawie, zm. 20 kwietnia 1965 w Moskwie) – radziecki aktor filmowy, głosowy i teatralny. Trzykrotny laureat Nagrody Stalinowskiej (1948, 1950, 1951). Ludowy Artysta ZSRR (1955). Pochowany na Cmentarzu Dońskim w Moskwie.

## Wybrana filmografia
- 1933: Transporter śmierci jako książę Sumbatow
- 1936: Więźniowie jako złodziej Kostia
- 1939: Minin i Pożarski jako Zygmunt III
- 1941: Marzenie jako Stanisław Komorowski
- 1942: Sekretarz rejkomu[2] jako pułkownik Mackenau
- 1942: Mordercy wychodzą na drogę jako Franc
- 1945: Piętnastoletni kapitan[3]
- 1947: Dusze czarnych[4]
- 1947: Harry Smith odkrywa Amerykę[5] jako McFerson
- 1952: Szkarłatny kwiat jako potwór (model perfomatywny)[6][7]
- 1955: Tajemnica wiecznej nocy[8]
- 1963: Udziałowiec (głos)[9]

## Nagrody i odznaczenia
- Order Czerwonego Sztandaru Pracy (1946, 1950)
- Nagroda Stalinowska (1948, 1950, 1951)
- Ludowy Artysta ZSRR (1955)